# Zbęk (województwo łódzkie)
Zbęk – wieś w Polsce położona w województwie łódzkim, w powiecie wieluńskim, w gminie Skomlin.

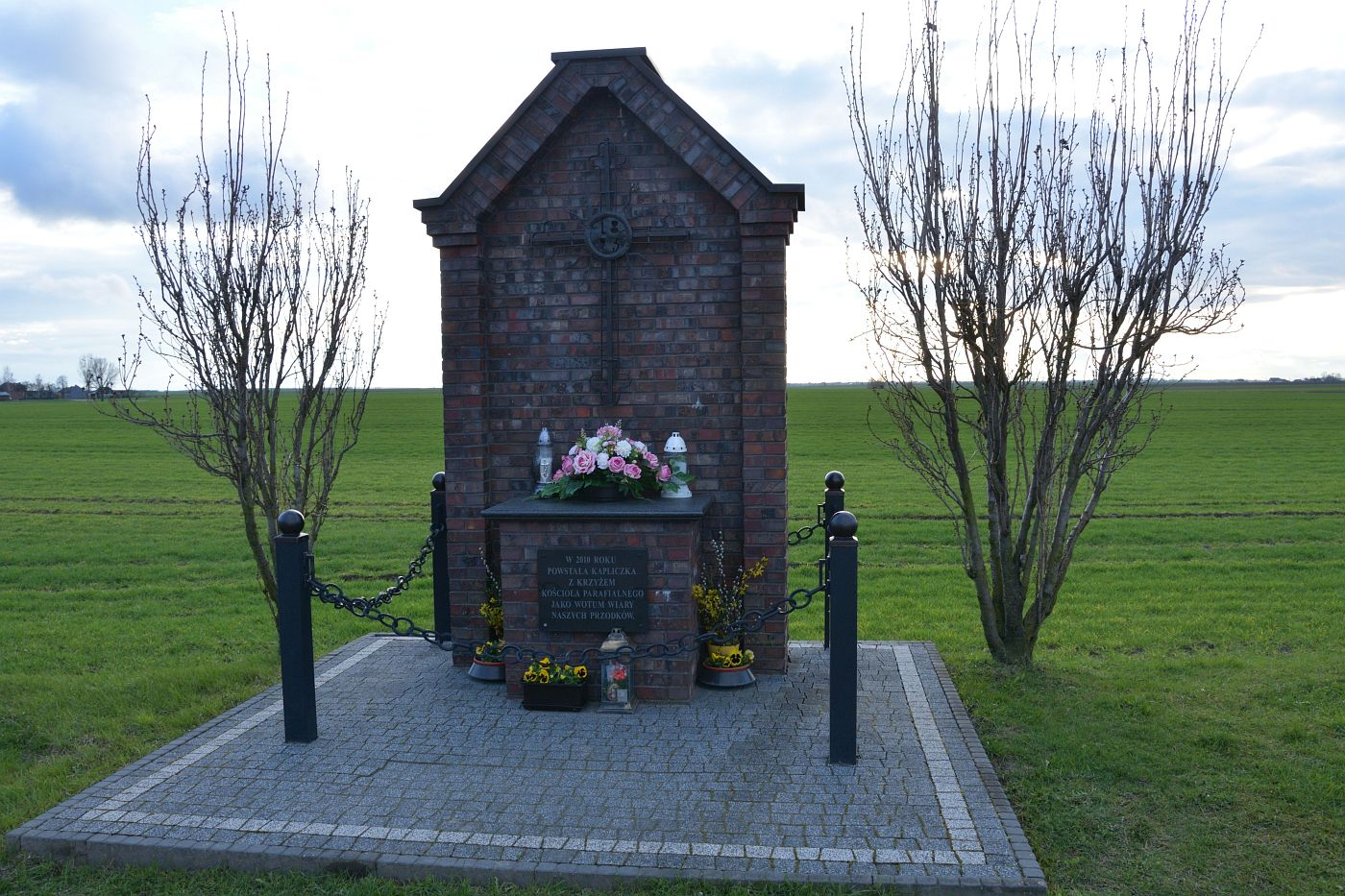
Zbęk, kapliczka 2024

W latach 1975–1998 miejscowość administracyjnie należała do województwa sieradzkiego.